# Julie Wimmerová
Julie Wimmerová (* 18. října 1975 Ostrava) je česká designérka.

## Životopis
Julie Wimmerová se narodila v roce 1975. Po vystudování gymnázia žila a studovala několik let ve Švýcarsku a Velké Británii. V Londýně navštěvovala semináře ilustrace dětských knížek na Central Saint Martins College of Art and Design. V Itálii absolvovala postgraduální studium Interiérového designu na milánské akademii NABA - Nuova Accademia di Belle Arti. Kromě interiérového designu se věnovala i návrhům a tvorbě šperků a módy.

## Hlavní projekty
| Obrázek                  | Informace                                             |
| ------------------------ | ----------------------------------------------------- |
| Unicum pro nobilis       | Unicum pro nobilis Šperk, Praha, Česko Dokončeno 2006 |
| Collection "Metal Story" | Metal Story Móda, Praha, Česko Dokončeno 2007         |
| Julie Wimmer - Interior  | Interiéry Interiéry Svět Hlavní realizace 2008–2010.  |

## Výstavy
- Notch09:Id-entity, Peking, Čína, 2009 Archivováno 22. 8. 2010 na Wayback Machine. - Spolupráce s architekty S. Rintalou a D. Eggertssonen na přípravě výstavy, listopad 2009